# Abtei Molesme

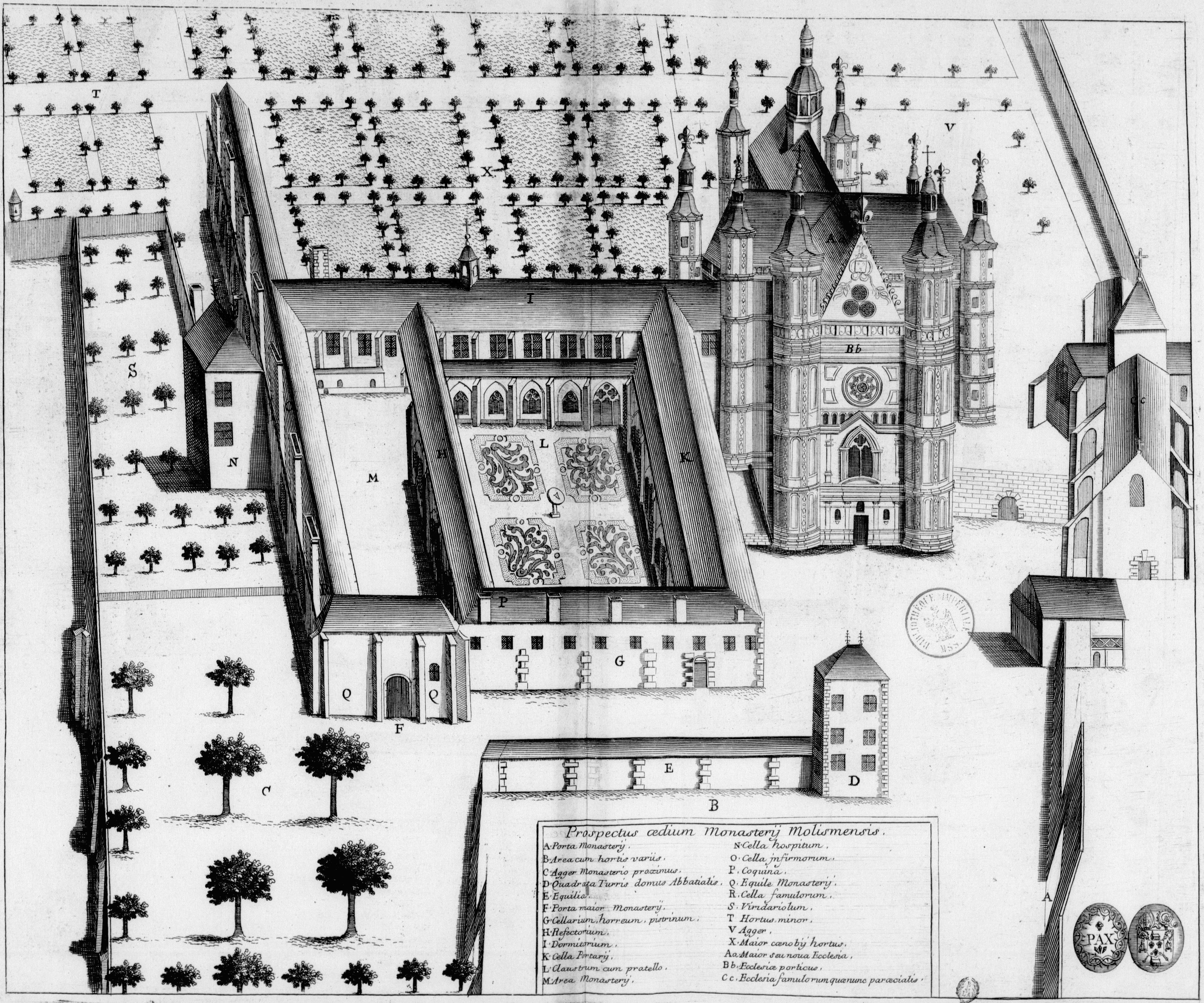
Benediktinerabtei Molesme (Darstellung im Monasticon Gallicanum, 17. Jh.)

Die Abtei Molesme (lateinisch abbatia Molismum) wurde im Jahr 1075 von Robert von Molesme in den Resten der gallo-römischen Siedlung Vertilium, die von Hugues de Norlennac zur Verfügung gestellt worden war, auf einem Hügel am Fluss Laignes gegründet. Um das heute zerstörte Kloster entwickelte sich der Ort Molesme (Département Côte-d’Or). 1985 wurden die Reste der Abtei als Baudenkmal (Monument historique) geschützt.

## Geschichte
Robert war Mönch in Montier-la-Celle (Saint-André-les-Vergers, Département Aube) und ein an der Reform des Klosters Saint-Michel in Tonnerre gescheiterter Abt gewesen, als er sich mit einer Gruppe von Mönchen in Vertilium niederließ und dort eine Kirche und erste Gebäude errichtete. Die Strenge des klösterlichen Lebens in Molesme zog Menschen wie Bruno von Köln, den späteren Gründer des Kartäuserordens, und Stephan Harding, den späteren Leiter des Zisterzienserordens, an, aber auch viele Adlige, die ihren Besitz dem Kloster übereigneten, der dann eingesetzt wurde, um die Kirche und die Klosteranlage auszubauen. Allerdings führte dieser Wohlstand auch dazu, dass schon zu Lebzeiten Roberts die klösterliche Strenge aufgeweicht wurde, so dass Robert selbst mit einigen Anhängern im Jahr 1098 Molesme verließ, um das Kloster Cîteaux zu gründen. Bereits 1099 wurde Robert von Papst Urban II. verpflichtet, nach Molesme zurückzukehren.
Neben Cîteaux ging von Molesme die Gründung von sieben oder acht weiteren Männerklöstern aus (darunter das Kloster Aulps) sowie etwa die gleiche Anzahl von Frauenklöstern (z. B. die Abtei in Jully). Molesme wurde 1472 während der Auseinandersetzungen zwischen Frankreich und Burgund zerstört und der Besitz beschlagnahmt. Das Kloster wurde während der Hugenottenkriege Ende des 16. Jahrhunderts erneut zerstört. 1648 wurde das mönchische Leben durch die Reformen der Mauriner ein weiteres Mal belebt. Im 18. Jahrhundert erfolgte eine durchgreifende Restaurierung der Bausubstanz, während der Revolution dann jedoch die Auflösung des Klosters und schließlich dessen Zerstörung.

## Molesme heute
Von den Gebäuden ist vor allem die Novizenkapelle Sainte-Croix übrig geblieben, die aus der zweiten Hälfte des 13. Jahrhunderts stammt. Im 19. Jahrhundert wurde ein neuer Glockenturm gebaut, der im Jahr 1940 beschädigt wurde. Darüber hinaus sind noch Reste von Nebengebäuden erhalten. Besuche sind nur nach Vereinbarung möglich.

## Liste der Äbte
- 1075–1098: Robert
- 1098–1099: Geoffroy
- 1099–1136: Guidon I.
- 1136–1142: Evrard
- 1142–1148: Giraud I.
- 1148–1156: Etienne I.
- 1156–1164: Guillenc
- 1164–1170: Nivèle de Basoche
- 1170–1173: Thibaud de Châtillon-Basoches
- 1173–1175: Thomas
- 1175–1176: Etienne II.
- 1176–1178: Engelbert
- 1178–1182: Etienne III.
- 1182–1190: Renaud I.
- 1190–1192: Gaucher I.
- 1192–1193: Bruno
- 1193–1195: Etienne III. (2. Mal)
- 1195–1200: Eudes I.
- 1200–1208: Gaucher I. (2. Mal)
- 1208–1215: Giraud II. von Flandern
- 1215–1218: Vakanz
- 1218–1233: Eudes II
- 1233–1239: Isembard
- 1239–1252: Christophe-Pierre d’Essoyes
- 1252–1270: Guillaume I.
- 1270–1299: Drogon
- 1299–1303: Etienne IV.
- 1303–1309: Renaud II. de La Bonne-Fontaine
- 1309–1319: Guidon II. de La Grange
- 1319–1320: Simon
- 1320–1321: Etienne V.
- 1321–1349: Guillaume II. de Champernoy
- 1349–1362: Pierre de Saint-Fidole
- 1362–1368: Guidon III. Brécons
- 1368–1369: Guidon IV.
- 1369–1380: Jean I. de Bellenod

- 1380–1390: Jean II. de Ponteville
- 1390–1395: Guidon V. de Chalier
- 1395–1427: Barthélémy de Mâcon

Kommendatarabt Anne von Perusse d’Escars OSB

- 1427–1458: Guillaume III. d’Amoncourt
- 1458–1472: Gaucher II.
- 1472–1474: Jacques I. de Jussey
- 1474–1492: Maurice de La Place
- 1492–1508: Philippe de Bournant de Franquelane
- 1508–1534: Guillaume IV. d’Ailloncourt de Chaumont
- 1534–1545: Antoine I. de Vienne

- 1545–1575: Antoine II. de Vienne

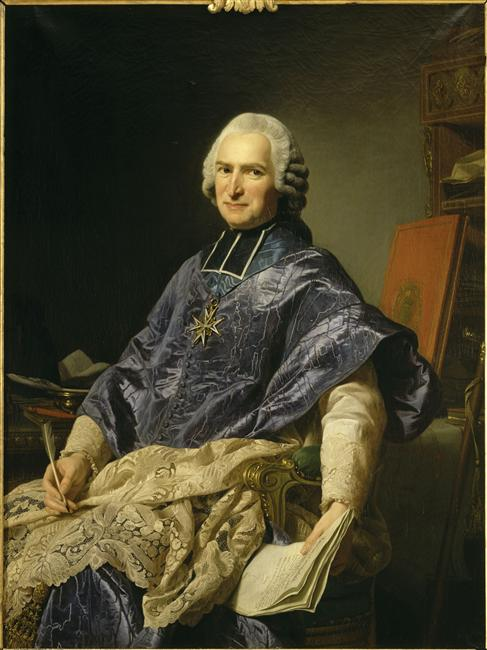
Kommendatarabt Joseph Marie Terray

- 1575–1586: Kardinal Anne de Pérusse des Cars de Givry
- 1586–1602: Jacques II. d’Avrili
- 1602–1615: Renaud III. de La Baume
- 1615–1637: François de Montmorency-Châteaubrun, Sohn von Anne de Montmorency-Fosseux (Stammliste der Montmorency) und Marie de Beaune
- 1637–1646: Armand de Bourbon, prince de Conti
- 1646–1672: Charles de La Rochefoucauld (Haus La Rochefoucauld)
- 1672–1723: Alexandre de La Rochefoucauld-Verteuil (Haus La Rochefoucauld)
- 1723–1764: Louis-Guidon Guérapin de Vauréal
- 1764–1779: Joseph Marie Terray
- 1779–1791: Jean-Baptiste Champion de Cicé